# Chloé Dygert

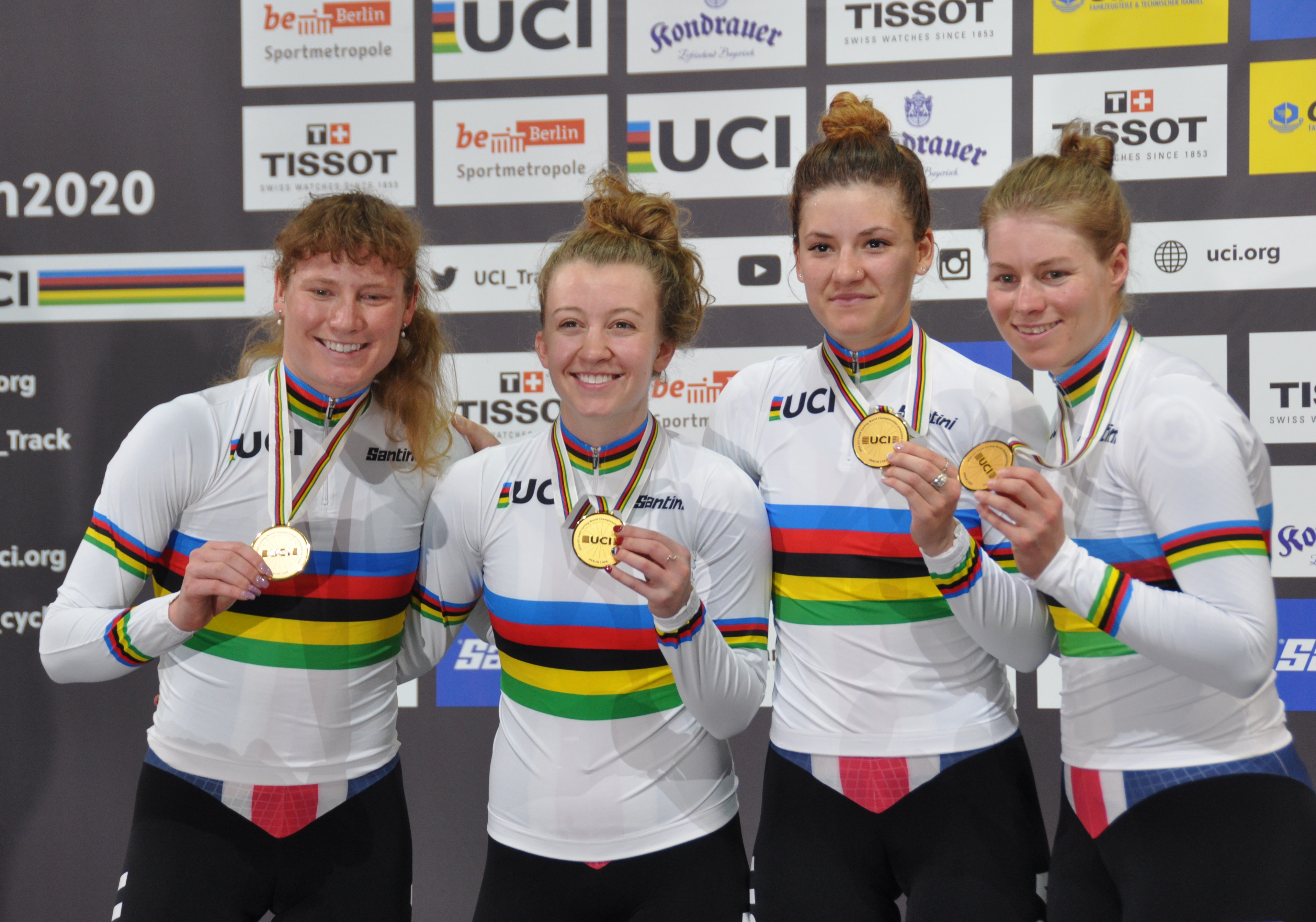
Der WM-Vierer von 2020 mit Lilly Williams, Emma White, Chloé Dygert und Jennifer Valente

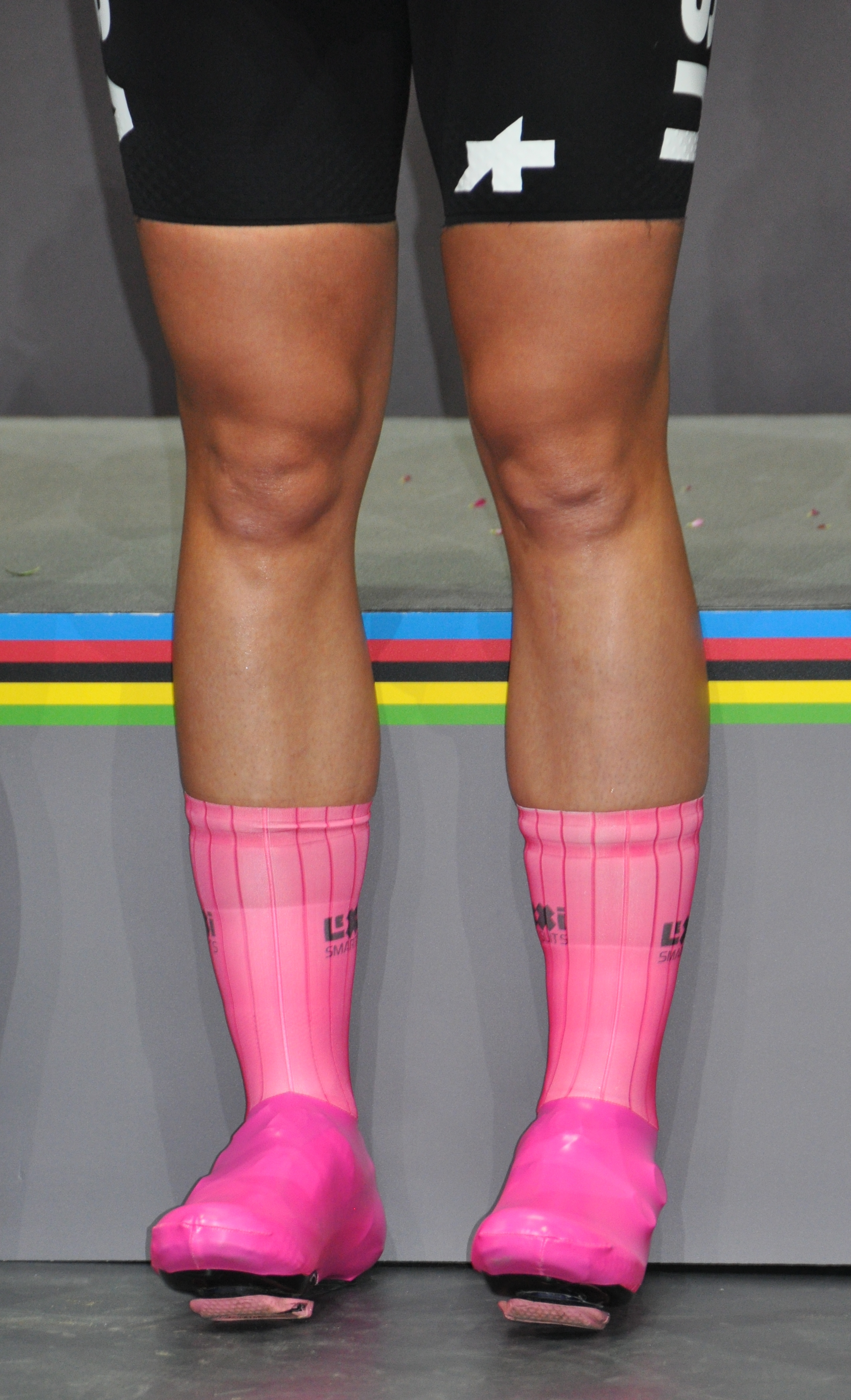
Dygerts Markenzeichen: pinkfarbene Strümpfe

Chloé Dygert Owen (geb. Dygert; * 1. Januar 1997 in Brownsburg) ist eine US-amerikanische Radsportlerin, die auf Bahn und Straße aktiv ist.

## Sportliche Laufbahn
Chloé Dygert war von Kind an sehr sportlich und spielte vor allem Basketball. Mit dem Radsport begann sie ernsthaft erst 2013 nach einer Schulterverletzung, musste jedoch nach einer weiteren Verletzung beim Basketball erneut aussetzen. 2015 wurde sie nationale Junioren-Meisterin, in Straßenrennen und Einzelzeitfahren, sowie zweifache Junioren-Weltmeisterin in denselben Disziplinen. Daraufhin erhielt sie eine Einladung vom US-amerikanischen Radsportverband USA Cycling.
Im März 2016 startete Dygert bei den Bahn-Weltmeisterschaften in London als Mitglied des US-amerikanischen Bahn-Vierers in der Mannschaftsverfolgung; das Team wurde Weltmeister. Erfahrene Fahrerinnen wie Sarah Hammer lobten ihre Einstellung, und die ehemalige Radsportlerin Kristin Armstrong sagte über Dygert, diese sei ein „Naturtalent“. Im selben Jahr wurde die 19-jährige Dygert für die Teilnahme an den Olympischen Spielen in Rio de Janeiro nominiert, wo sie eine Silbermedaille in der Mannschaftsverfolgung errang. Bei den Bahnradsport-Weltmeisterschaften 2017 in Hongkong wurde sie ein zweites Mal Weltmeisterin in der Mannschaftsverfolgung, gemeinsam mit Kelly Catlin, Jennifer Valente und Kimberly Geist, und sie holte sich den WM-Titel in der Einerverfolgung. Im Mai 2017 errang sie ihren ersten Panamerikatitel, im Einzelzeitfahren auf der Straße.
Bei den Bahnradsport-Weltmeisterschaften 2018 errang Chloé Dygert zwei Titel: gemeinsam mit Kelly Catlin, Jennifer Valente und
Kimberly Geist in der Mannschaftsverfolgung sowie in der Einerverfolgung. Der Sieg in der Einerverfolgung gelang ihr in überragender Manier: Sowohl in der Qualifikation wie auch im Finale (3:20,060 Minuten) fuhr sie Weltrekord; im Finale holte sie dabei die Zeitfahr-Weltmeisterin auf der Straße, die Niederländerin Annemiek van Vleuten, ein. Bei den Panamerikaspielesiegern 2019 errang sie Gold im Einzelzeitfahren.
2020 stellte Dygert bei den Bahnweltmeisterschaften in Berlin mit  3:16,937 Minuten einen neuen Weltrekord in der Einerverfolgung auf und wurde in dieser Disziplin Weltmeisterin, ebenso mit Jennifer Valente,  Lily Williams und Emma White in der Mannschaftsverfolgung. Bei den Straßenradsport-Weltmeisterschaften 2020 in Imola trat sie zur Titelverteidigung als Weltmeisterin im Einzelzeitfahren an. Während des Wettbewerbs erlitt sie einen Sturz, bei dem sie über eine Leitplanke stürzte. Sie erlitt eine klaffende Schnittwunde am Bein und musste operiert werden.
Nach dem Ende der Saison 2020 schloss sich Dygert ab 2021 für vier Jahre dem UCI Women’s WorldTeam Canyon SRAM Racing an. Sie erklärte, dass für diese Wahl seien die Freiheiten  ausschlaggebend gewesen seien, die das Team ihr für das Bahnwettbewerbe gebe.
Bei den Olympischen Spielen in Tokio errang Dygert gemeinsam mit Megan Jastrab, Jennifer Valente, Emma White und Lily Wiliams die Bronzemedaille in der Mannschaftsverfolgung und wurde im selben Jahr US-amerikanische Meisterin im Einzelzeitfahren.
2022 bestritt sie ein einziges Rennen, nämlich den Omloop Het Nieuwsblad, dann infizierte sie sich mit dem Epstein-Barr-Virus. Zudem hielten starke Schmerzen aufgrund ihres Sturzes 2020 in Imola an, und sie musste erneut mehrfach operiert werden. Im November 2022 erklärte sie, dass sie nun bereit sei, in den Rennsport zurückzukehren. Ihr Ziel sei es, sich für die Bahnwettbewerbe der Olympischen Sommerspiele 2024 in Paris zu qualifizieren. Zum Jahresende wurde sie wegen einer Tachykardie am Herzen operiert, diese nicht lebensbedrohliche Anomalie behinderte Dygart seit 2015. Erst im Mai 2023 ging sie erneut bei einem Radrennen an den Start. Im August des Jahres ging sie bei den Bahnweltmeisterschaften in Glasgow an den Start und holte zum vierten Mal den Titel in der Einerverfolgung.
2024 wurde Dygerts Saison wiederum durch eine Reihe gesundheitlicher Probleme geprägt, so dass sie nur drei Renntage in Vorbereitung auf die Olympischen Spiele in Paris absolvieren konnte, für die sie beim amerikanischen Verband durch ihren WM-Sieg gesetzt war. Im olympischen Einzelzeitfahren stürzte sie bei regnerischen Verhältnissen und holte dennoch die Bronzemedaille, nur eine Sekunde hinter der zweitplatzierten Fahrerin. Im Straßenrennen belegte sie den 15. Platz. Nach den Straßenradsportwettbewerben wurde sie auch auf der Bahn eingesetzt, wo sie mit dem US-amerikanischen Team Olympiasiegerin in der Mannschaftsverfolgung wurde. Im Einzelzeitfahren der Tour de France Femmes verpasste sie den Etappensieg nur um fünf Sekunden. Bei den Straßenradsport-Weltmeisterschaften im September stand sie als Dritte im Einzelzeitfahren erneut auf dem Podium.

## Diverses
Seit November 2016 ist sie mit dem Radrennfahrer Logan Owen verheiratet.
Im November 2020 entschuldigte sich Dygart für ihr Verhalten in den sozialen Medien und erklärte, dass der Radsport für jeden offen sein sollte, unabhängig von der Hautfarbe, dem Geschlecht, der sexuellen Orientierung und Hintergrund. Wie das Team Canyon SRAM stehe sie für Diversität, Inklusion und Gleichberechtigung. Angenommener Hintergrund für diese Entschuldigung waren ihre „Likes“ für Beiträge auf sozialen Medien, die als Ablehnung der Black-Lives-Matter-Bewegung und Transgender-Personen verstanden wurden.

## Erfolge

### Bahn
2016
- Olympische Spiele – Mannschaftsverfolgung (mit Kelly Catlin, Jennifer Valente und Ruth Winder)
- Weltmeisterin – Mannschaftsverfolgung (mit Sarah Hammer, Kelly Catlin, Jennifer Valente und Ruth Winder)
- Mannschaftszeitfahren Kalifornien-Rundfahrt

2017
- Weltmeisterin – Einerverfolgung, Mannschaftsverfolgung (mit Kelly Catlin,  Jennifer Valente und Kimberly Geist)
- Bahnrad-Weltcup in Los Angeles – Einerverfolgung, Mannschaftsverfolgung (mit Kelly Catlin, Jennifer Valente und Kimberly Geist)

2018
- Weltmeisterin – Einerverfolgung, Mannschaftsverfolgung (mit Kelly Catlin, Jennifer Valente und Kimberly Geist)
- Weltcup in Minsk – Mannschaftsverfolgung (mit Kelly Catlin, Jennifer Valente und Kimberly Geist)

2019
- Panamerikaspielesiegerin – Mannschaftsverfolgung (mit Kimberly Geist, Lily Williams und Christina Birch)

2020
- Weltcup in Milton – Omnium, Mannschaftsverfolgung (mit Lily Williams, Jennifer Valente und Emma White)
- Weltmeisterin – Einerverfolgung (Weltrekord: 3:16,937 min.), Mannschaftsverfolgung (mit Jennifer Valente,  Lily Williams und Emma White)

2021
- Olympische Spiele – Mannschaftsverfolgung (mit Megan Jastrab, Jennifer Valente, Emma White und Lily Wiliams)

2023
- Weltmeisterin – Einerverfolgung

2024
- Olympiasiegerin – Mannschaftsverfolgung (mit Kristen Faulkner, Lily Williams und Jennifer Valente)
- Weltmeisterin – Mannschaftsverfolgung (mit Megan Barker, Josie Knight, Katie Archibald und Jessica Roberts)
- Weltmeisterschaft – Einerverfolgung

### Straße
2015
- Junioren-Weltmeisterin – Straßenrennen, Einzelzeitfahren
- US-amerikanische Junioren-Meisterin – Straßenrennen, Einzelzeitfahren

2017
- Panamerikameisterin – Einzelzeitfahren

2018
- eine Etappe und Nachwuchswertung Joe Martin Stage Race
- zwei Etappen Tour of the Gila

2019
- Gesamtwertung, zwei Etappen, Punktewertung, Bergwertung und Nachwuchswertung Joe Martin Stage Race
- zwei Etappen und Nachwuchswertung Tour of the Gila
- Chrono Kristin Armstrong
- Panamerikaspielesieger – Einzelzeitfahren
- Gesamtwertung, vier Etappen, Punktewertung, Bergwertung und Nachwuchswertung Colorado Classic
- Weltmeisterin – Einzelzeitfahren

2021
- US-amerikanische Meisterin – Einzelzeitfahren

2023
- eine Etappe RideLondon Classique
- US-amerikanische Meisterin – Einzelzeitfahren, Straßenrennen
- Weltmeisterin – Einzelzeitfahren

2024
- Olympische Spiele – Einzelzeitfahren
- Weltmeisterschaften – Einzelzeitfahren
- Weltmeisterschaften – Straßenrennen

2025
- eine Etappe Tour Down Under